# Amfitea
Amfitea (gr. Ἀμφιθέα) – imię kilku bohaterek mitologii greckiej:
1. Amfitea, żona Likurga, króla Nemei, matka Ofeltesa (później zwanego Archemorosem). Nazywano ją też Eurydyką.
2. Amfitea, żona Adrastosa, króla Argos, któremu urodziła piątkę dzieci, w tym córkę, Agreję. Według innych podań żona Diona, króla Lakonii oraz matka trzech córek – Karyi, Orfe i Lyko.
3. Amfitea, żona Autolykosa, matka Antyklei, babka Odyseusza, prawdopodobnie babka Jazona.
4. Amfitea, żona Eola, władcy wiatrów, matka dwanaściorga dzieci (sześciu córek i sześciu synów), z których dwójkę – Kanake i Makareusa połączyła kazirodcza miłość.
5. Amfitea, alternatywna wersja imienia Hemitei, siostry Tenesa.